# Собор святого Архістратига Михайла (Іжевськ)
Собо́р Свято́го Архістрати́га Миха́йла (Свято-Михайлівський кафедральний собор) — один з соборних храмів Іжевської та Удмуртської єпархії, збудований на честь архангела Михаїла. Настоятель собору — архієрей Іжевської єпархії Миколай (Шкрумко).

## Історія

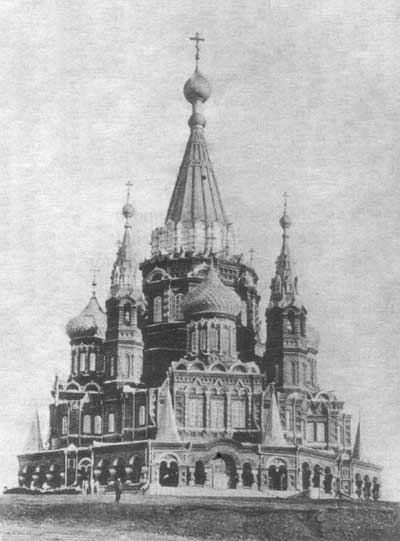
Стара будівля (1937)

З 1765 року на місці собору знаходилось заводське кладовище. Тут же була і Троїцька каплиця, приписана до першого іжевського храму пророка Іллі. 1784 року каплицю була перебудована в храм Святої Трійці. 1810 року храм був зруйнований пожежею. 1855 року на місці старої церкви була збудована велика кам'яна у візантійському стилі каплиця архангела Михаїла. Висота її була 30 м. 1876 року почались збори коштів на будівництво нового храму. В 1893 році робітники Іжевського заводу перераховували із заробітку по 1 % на будівництво.
Проектуванням зайнявся в'ятський архітектор Іван Чарушин. Будівництво почалось 1897 року, але через початок революції воно призупинилось. 4 листопада 1915 року пройшло урочисте освячення головного престолу храму Святого Михайла. Церква була приписана до Олександро-Невського собору. 27 березня 1929 року собор був закритий і опломбований представниками іжевської міліції. З 1932 по 1937 роки у будівлі розташовувався обласний краєзнавчий музей. 8 квітня 1937 року СНК УАРСР ухвалив рішення про руйнацію будівлі собору і через деякий час він був знесений.
11 лютого 2000 року була прийнята спільна постанова Президії Державної Ради та Уряду Удмуртії про відбудову собору. В травні 2004 року почалось будівництво, а 16 травня 2007 року вже відбулось його освячення митрополитом Іжевським та Удмуртським Миколаєм (Шкрумко). 5 серпня головний престол був освячений патріархом Алексієм II в присутності президента Удмуртії.